# Gravere
Gravere (arpità Gravere) és un municipi italià, situat a la ciutat metropolitana de Torí, a la regió del Piemont. L'any 2007 tenia 682 habitants. Està situat a la Vall de Susa, una de les Valls arpitanes del Piemont. Forma part de la Comunitat Muntanyenca Alta Vall de Susa. Limita amb els municipis de Chiomonte, Giaglione, Meana di Susa, Torí i Usseaux.

## Administració
| Període | Identitat        | Partit        |
| ------- | ---------------- | ------------- |
| 2004-   | Sergio Calabresi | Llista cívica |